# Dagmar da Dinamarca (1890–1961)
Dagmar Luísa Isabel da Dinamarca (em dinamarquês: Dagmar Louise Elisabeth; 23 de maio de 1890 - 11 de outubro de 1961) foi a filha mais nova de Frederico VIII da Dinamarca e da sua esposa, princesa Luísa da Suécia e da Noruega.
Ela recebeu o mesmo nome que a sua tia paterna a nascida princesa Dagmar da Dinamarca, Imperatriz da Rússia, que foi a imperatriz consorte russa de czar Alexandre III da Rússia.

## Família
Como neta por parte de pai do rei Cristiano IX da Dinamarca e a Luísa de Hesse-Cassel, ela teve por sangue relações com as mais importantes monarquias da Europa.
Por parte de sua tia paterna, a princesa Alexandra da Dinamarca, a rainha consorte britânica e esposa do rei Eduardo VII do Reino Unido; lhe fazendo prima em primeiro grau do futuro rei Jorge V do Reino Unido.
Outra tia paterna famosa foi a princesa Dagmar da Dinamarca, Imperatriz da Rússia foi uma prima em primeiro grau do futuro czar Nicolau II da Rússia, o último czar russo. Ela também foi prima em segundo grau das grã-duquesas imperiais: Olga Nikolaevna da Rússia, Tatiana Nikolaevna da Rússia, Maria Nikolaevna da Rússia, Anastásia Nikolaevna da Rússia e ainda do herdeiro Alexei Nikolaevich, Czarevich da Rússia.

## Casamento e descendência
Ela casou com Jørgen Castenskiold em 23 de novembro de 1922. Tiveram quatro filhos: 
- Carlo Frederico António Jørgen Castenskiold (13 de novembro de 1923 - 14 de abril de 2006). Ele casou três vezes. O seu primeiro casamento, com Bente Grevenkop, da qual teve três filhos. Eles divorciaram-se em 1963. Mais tarde, casou com Else Albrechtsen (em 1961, divorciando-se em 1969), e pela última vez com Maja Fabricius (em 1971).
- Cristiano Ludwig Gustavo Fritz Castenskiold ([[10 de julho de 1926 - ). Ele casou com Cecily Abbots, com quem teve uma filha, Alexandra (nascida em 1965).
- Frederico Jørgen Eric Aage Helge Castenskiold (16 de março de 1928 - 4 de maio de 1964). Ele casou primeiro com Kirsten Schlichtkrull, com quem teve uma filha, Susana. Eles divorciaram-se em 1958, ele casou pela segunda vez com Birgit Tingstedt, com quem teve outra filha, Maria Luísa.
- Dagmar Castenskiold (11 de setembro de 1930 - 12 de julho de 2013). Ela casou primeiro, em 1950, com Paulo Bitsch com quem teve três filhos, e voltou a casar após a sua morte com Ole Friis Larsen em 1972.